# Akodon latebricola
Akodon latebricola é uma espécie de roedor da família Cricetidae.
Apenas pode ser encontrada no Equador.